# روبرت ك. إيفانز
روبرت ك. إيفانز (بالإنجليزية: Robert K. Evans)‏ هو ضابط أمريكي، ولد في 19 نوفمبر 1852 في جاكسون في الولايات المتحدة، وتوفي في 31 يوليو 1926 في Camaldoli ‏ في إيطاليا.